# Coalizione Sindacalista e Socialista
La Coalizione Sindacalista e Socialista (in lingua inglese: Trade Unionist and Socialist Coalition, TUSC) è un'alleanza elettorale socialista lanciata per la prima volta nel Regno Unito in occasione delle elezioni generali del 2010. L'alleanza è caratterizzata come di sinistra da alcuni dei media e di estrema sinistra o sinistra antagonista da altri.
Il principale sostegno dei sindacati proviene dal sindacato ferroviario, marittimo e dei trasporti. Il cofondatore di TUSC era l'ex segretario generale di questo sindacato, Bob Crow. I dirigenti del sindacato dei lavoratori del pubblico impiego, degli insegnanti, dei pompieri, dei commercianti e delle forze dell'ordine carcerarie sono nel comitato direttivo. I principali gruppi partecipanti sono il Partito Socialista di Inghilterra e Galles e Solidarietà. Alle elezioni generali del 2015 TUSC candidò 135 persone in Inghilterra, Galles e Scozia, e ha invece candidato 619 persone alle elezioni locali del 2015. Al 2016, TUSC ha tre consiglieri cittadini affiliati a Southampton.